# Cesana Pariol
Koordinaten: 44° 57′ 8,6″ N, 6° 48′ 25,1″ O
Das Cesana Pariol ist eine ehemalige Kunsteisbahn in Cesana Torinese, westlich von Turin. Die Bahn war bei den Olympischen Winterspielen 2006 Austragungsort für die Wettbewerbe im Rennrodeln, Bobfahren und Skeleton. Die Anlage wurde 2011 stillgelegt und ist seitdem weitgehend dem Verfall preisgegeben.

## Geschichte
Zunächst gab es während des Baus Bedenken, ob die Bahn bis zu den Olympischen Winterspielen 2006 rechtzeitig fertiggestellt werden kann. Ein kleiner archäologischer Fund aus der Zeit der Römer, in der Nähe von Kurve 11, während der Bauarbeiten verzögerte die Arbeiten zunehmend. Jedoch wurde die Eisbahn Ende 2004 fertiggestellt und kostete je nach Quelle zwischen 77,3 und 110 Millionen Euro.
Mit Wettkämpfen der International Bobsleigh & Skeleton Federation vom 21. bis 23. Januar 2005 wurde die Strecke ohne große Probleme eröffnet. In der folgenden Woche fanden die ersten Rodelwettkämpfe statt, wo es zu einigen Stürzen kam. Der Österreicher Wolfgang Linger brach sich den Knöchel sowie das Wadenbein und die US-Amerikanerin Anne Abernathy das Schlüsselbein. Der Brasilianer Renato Mizoguchi stürzte so schwer, dass er ins künstliche Koma verlegt wurde. Aufgrund dieser Ereignisse fanden im Sommer 2005 Gespräche zwischen den Veranstaltern der Spiele 2006, und den Präsidenten der beiden Verbände statt um die Strecke sicherer zu machen. Die drei Parteien einigten sich darauf, dass die Kurven 16 bis 18 entschärft werden, die Umsetzung erfolgte Ende 2005.
Im Oktober 2009 kam es zu einer vorzeitigen Abkühlung der Strecke. Ab dem 16. Oktober trainierten die italienischen und japanischen Teams in der Veltins-Eisarena in Winterberg, während die österreichischen Athleten auf der Kunsteisbahn Königssee ihre Trainingsläufe absolvierten.
Die Anlage wurde 2011 stillgelegt. Die Betriebskosten lagen bis dahin bei jährlich 2 Millionen Euro. 2012 wurden 400 t Ammoniak, das für die Kühlung benötigt wurde, aus Sicherheitsgründen entsorgt. Eine Demontage hätte die Gemeindekassen zwischen drei und vier Millionen Euro gekostet. 2023 stellte die Gemeinde ein umstrittenes Projekt für die Umwandlung der im Verfall stehenden Anlage in eine Skihalle vor.

## Bahnrekorde
| Disziplin                   | Zeit     | Datum            | Fahrer | Nation  |
| --------------------------- | -------- | ---------------- | --- | ------- |
| Zweierbob Männer            | 55,28 s  | 18. Februar 2006 | Andre Lange, Kevin Kuske | GER     |
| Viererbob Männer            | 54,42 s  | 6. Februar 2011  | Alexander Subkow, Filipp Jegorow, Dmitri Trunenkow, Nikolai Chrenkow Edgars Maskalāns, Daumants Dreiškens, Uģis Žaļims, Intars Dambis | RUS LVA |
| Zweierbob Frauen            | 56,99 s  | 5. Februar 2011  | Helen Upperton, Shelley-Ann Brown | CAN     |
| Rennrodeln Einsitzer Männer | 51,396 s | 12. Februar 2006 | Albert Demtschenko | RUS     |
| Rennrodeln Einsitzer Frauen | 46,817 s | 31. Januar 2010  | Natalie Geisenberger | GER     |
| Rennrodeln Doppelsitzer     | 46,293 s | 30. Januar 2010  | Christian Oberstolz, Patrick Gruber                                                                                                   | ITA     |
| Skeleton Frauen             | 58,71 s  | 4. Dezember 2009 | Shelley Rudman | GBR     |